# 350 (số)
350 (ba trăm năm mươi) là một số tự nhiên ngay sau 349 và ngay trước 351.